# Las cien y una noches
Las cien y una noches (en francés: Les cent et une nuits de Simon Cinéma) es una película de producción franco-británica dirigida por Agnès Varda. Rinde homenaje a los cien años del cine, haciendo una revisión de clásicos cinematográficos de Francia, Alemania, Italia, Japón y Estados Unidos. Fue presentada en el 45.º Festival Internacional de Cine de Berlín, el 25 de enero de 1995.

## Argumento
Al acercarse su centenario y al empezarle a fallar la memoria, Simon Cinéma, afamado director, productor y actor, contrata a Camille, una joven y brillante estudiante de cine, para que le visite en su aislada mansión de las afueras de París durante 101 días y reviva para él la historia del cine en la que ha participado toda su vida. En su opulenta reclusión, se inspira en Norma Desmond y su mayordomo en Erich von Stroheim.
Ven escenas de su colección, escuchan fragmentos de diálogos y música, y discuten (no demasiado profundamente) sobre películas, directores y personajes célebres. Actores de diferentes países acuden a visitarlo, en persona o en forma de recuerdos: Marcello Mastroianni, Gérard Depardieu, Jean-Paul Belmondo, Alain Delon, Jeanne Moreau (primera esposa de Cinéma), Hanna Schygulla (segunda esposa de Cinéma), Catherine Deneuve, Robert De Niro, Sandrine Bonnaire, Anouk Aimée, Fanny Ardant, Gina Lollobrigida y Jane Birkin.
Una subtrama involucra a Mica, el novio de Camille, quien está intentando con sus amigos hacer su primera película y decide que el anciano rico debe ayudar a financiarla. Convence a Vincent, quien acaba de regresar de la India, para que se haga pasar por el bisnieto y heredero perdido de Cinéma. Ese plan es frustrado por Elizabeth Taylor (interpretada por una doble), quien consigue que Simon lo deje todo para la investigación médica sobre el sida. Finalmente, Simon acepta interpretar a un jefe de la mafia en la película de Mica. Con Camille, el anciano asiste al Festival de Cannes y realiza un viaje triunfal de regreso a Hollywood.

## Reparto
- Michel Piccoli - Simon Cinéma
- Marcello Mastroianni - El amigo italiano
- Henri Garcin - Firmin, el mayordomo
- Julie Gayet - Camille Miralis
- Mathieu Demy - Camille, apodado Mica
- Emmanuel Salinger - Vincent, de regreso de la India
- Anouk Aimée - Anouk, en flash-back
- Fanny Ardant - La estrella que mueve la noche
- Jean-Paul Belmondo - Profesor Bébel
- Romane Bohringer - La chica de morado
- Sandrine Bonnaire - El vagabundo que cambia de forma
- Jean-Claude Brialy - El guía de los japoneses
- Patrick Bruel - El primer orador
- Alain Delon - Alain Delon de visita
- Catherine Deneuve - La estrella fantasma
- Robert De Niro - El marido de la estrella-fantasía en el crucero
- Gérard Depardieu - Gérard Depardieu - de visita
- Gina Lollobrigida - La esposa médium del profesor Bébel
- Jeanne Moreau - La primera esposa de Monsieur Cinéma
- Hanna Schygulla La segunda esposa de Monsieur Cinéma
- Sabine Azéma - Sabine / Irène
- Jane Birkin
- Stephen Dorff - Un actor mudo en Hollywood
- Andréa Ferréol - La asombrada
- Assumpta Serna - Una actriz muda en Hollywood
- Daniel Toscan du Plantier - El segundo orador
- Arielle Dombasle - El cantante
- Harrison Ford
- Isabelle Adjani
- Jean-Hugues Anglade
- Daniel Auteuil
- Clint Eastwood
- Virna Lisi
- Francisco Rabal - Voz de Luis Buñuel

## Festivales y premios
- 1995: Selección oficial en los festivales de: Berlín - Barcelona - Mons - San Petersburgo - Moscú - Ámsterdam - Florencia - Taipéi.
- 1996: San Francisco - Tokio.[3]